# Bravoure
Bravoure is een Belgisch bier van hoge gisting.
Het bier wordt sinds 2007 gebrouwen in Brouwerij De Dochter van de Korenaar te Baarle-Hertog.

## Varianten
- Bravoure is een amberkleurig bier, type rauchbier, met een alcoholpercentage van 6,5%.
- Bravoure O.A.S.E. ( Oak And Spice Experiment) . Het basisbier werd eerst gelagerd met toevoeging van rozemarijn, vervolgens 1,5 maand gerijpt op eiken vaten (whisky, cognac, wijn) en daarna geblend en gebotteld wat resulteerde in dit nieuwe bier.